# علی رحیمی دروازبان فوتسال
علی رحیمی (زاده ۲۴ دی ۱۳۷۴ در دلیجان)  بازیکن فوتسال اهل ایران است وی سابقه عضویت در تیم ملی فوتسال ایران را دارد. او در حال حاضر عضو باشگاه فوتسال کاسپی قزاقستان است.

## پیشینه
پست تخصصی علی رحیمی دروازه‌بان است. وی سابقه حضور در لیگ برتر فوتسال ایران را در کارنامه خود دارد